# Супай

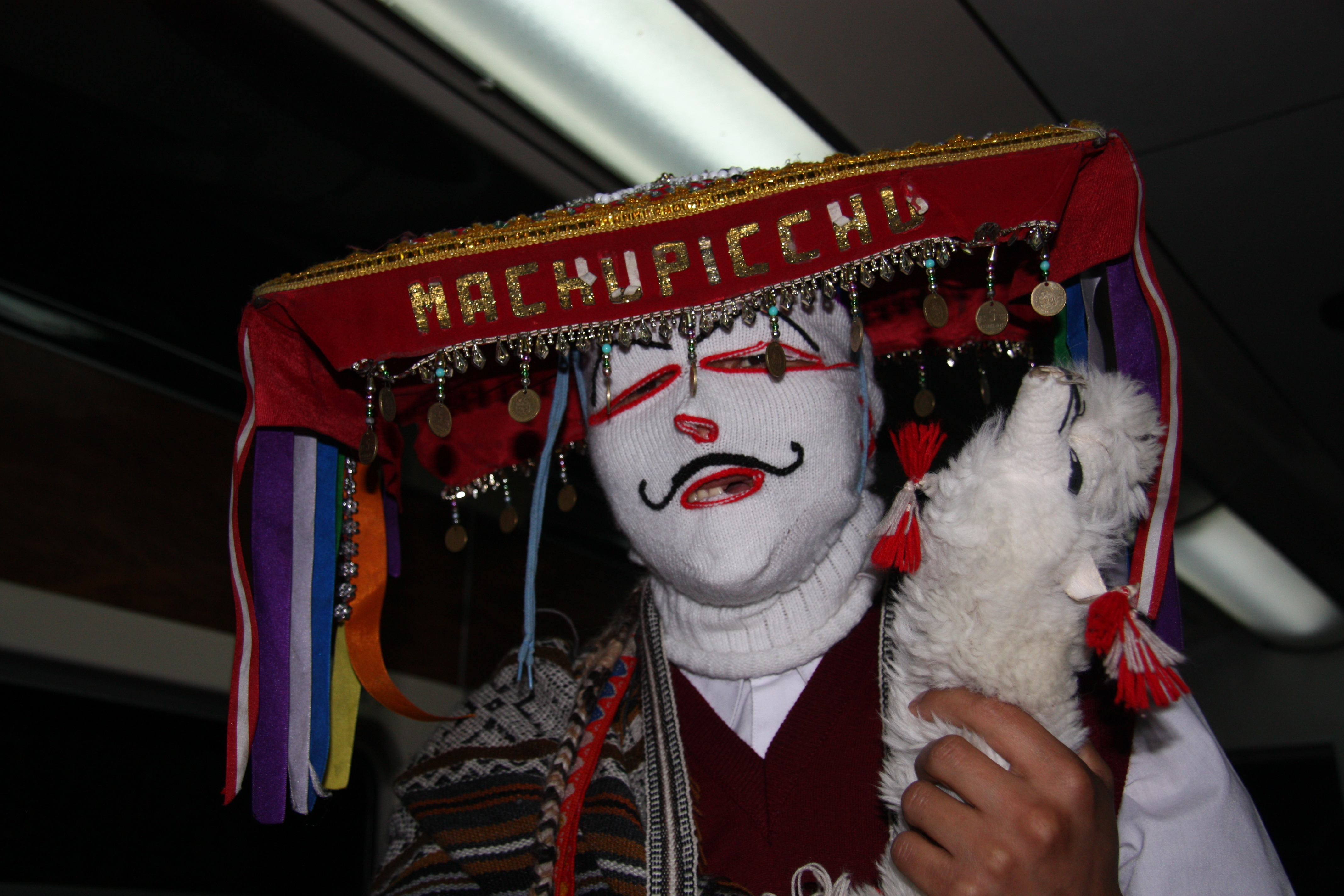
Один з традиційних костюмів на фестивалі Мамача Кандіче

Супай (кеч. Supay — «тінь») — в міфології інків бог смерті, ватажок демонів і правитель підземного світу Уку Пача. 
У деяких країнах Південної Америки Супай буквально означає диявол. В Перу в місті Пуно на березі озера Тітікака проводиться фестиваль Мамача Кандіче (кеч. Mamacha Candicha) на якому виконується танець Супая, і багато людей на фестивалі переодягаються в спеціальний костюм Супая. Поза фестивалю проводяться також виступи для туристів.